# Copa da França de Futebol de 2011–12
A Copa da França de Futebol de 2011-12 foi uma competição de futebol realizada na França de 13 de agosto de 2011 a 28 de abril de 2012, contando como a 95ª edição da história do torneio. O campeão foi o Lyon, que conquistou então seu quinto título na competição após derrotar o Quevillaise por 1 a 0.